# A Flock of Seagulls
A Flock of Seagulls — англійський гурт нової хвилі, заснований 1979 року в Ліверпулі.
До першого складу гурту входили вокаліст та клавішник Майк Скор, барабанщик Алі Скор, гітарист Пол Рейнольдс та бас-гітарист Френк Модслі. Дебютний альбом 1982 року A Flock Of Seaguls відносять до жанрів нью-вейв та електропоп; він містив хіт «I Ran (So Far Away)», який потрапив до десятки найкращих композицій в американському чарті. Однією з визначних рис стилю колективу була «дурнувата» зачіска фронтмена Майка Скора, який мав довге біле волосся.
Протягом середини 1980-х років на лейблі Jive вийшли ще декілька альбомів гурту: Listen (1983), The Story Of A Young Heart (1984), Dream Come True (1986). Два останніх гурт записав як тріо, бо колектив залишив Пол Рейнольдс. Після цього A Flock of Seaguls розпалися, а 1989 року ненадовго з'явилися із синглом «Magic» та концертним туром по США. Чергове возз'єднання відбулося 1995 року з альбомом The Light At The End Of The World. Починаючи з 2000-х років єдиним з оригінальних учасників гурту залишився Майк Скор.